# Boos (Landes)
Boos is een plaats en voormalige gemeente in het Franse departement Landes (regio Nouvelle-Aquitaine) en telt 196 inwoners (2004). De plaats maakt deel uit van het arrondissement Dax. Boos is op 1 januari 2017 opgeheven en aangehecht aan de gemeente Rion-des-Landes. 

## Geografie
De oppervlakte van Boos bedraagt 15,1 km², de bevolkingsdichtheid is 13,0 inwoners per km².
De onderstaande kaart toont de ligging van Boos (Landes) met de belangrijkste infrastructuur en aangrenzende gemeenten.

## Demografie
Onderstaande figuur toont het verloop van het inwonertal (bron: INSEE-tellingen).